# Santiago Amón
Santiago Amón Hortelano (Baracaldo, Vizcaya, 20 de mayo de 1927-Sierra de La Cabrera, Madrid, 30 de junio de 1988) fue un poeta, crítico de arte y periodista español.

## Biografía
Estudió Humanidades y Filosofía en el Seminario de la calle Cardenal Almaraz, en Palencia. En los años 1950 publicó sus primeros ensayos en la revista Índice: «Virgilio y el impresionismo», «El arte abstracto y la poética de San Juan de la Cruz», etc. En 1959 publica en Valladolid su primer libro de poemas, Tiempo de infancia y diez sonetos infantiles.
Hacia 1960 se estableció en Madrid, donde continuó los estudios de Filosofía y Letras. Impartió clases de latín, griego, literatura y arte en varios colegios, como el Modesto Lafuente y el Alameda de Osuna de Madrid, una docencia muy alabada entre sus alumnos, entre los que figuró el escritor Alfonso Ussia.
En 1968 editó Alba que bala, su segundo libro de poemas. Publicó varias biografías (Giotto, Antonio Fernández Alba), numerosas monografías sobre pintores y escultores (Antonio López, Lucio Muñoz, Eduardo Chillida) y una gran obra sobre Picasso, en 1973. También escribió La pintura en la poesía de Alberti, La pintura en la poesía de Lorca y La poesía en la pintura de Picasso. 
Como crítico de arte colaboró en revistas españolas y extranjeras: Nueva Forma, Común, Aujourd'hui, Derrière le Miroir, Architettura; en revistas de pensamiento: Revista de Occidente, Cuadernos para el Diálogo; de cultura y ocio: Cauce, Vía Libre, Varón; y otras publicaciones: Historia 16, El Correo de la Unesco. También colaboró en varios periódicos: ABC, La Vanguardia y Diario 16, entre otros.
Fue miembro fundacional del diario El País en 1976, vicepresidente de la Asociación de Defensa Ecológica y del Patrimonio Histórico Artístico (ADELPHA), vicepresidente del Centro de Estudios Históricos sobre el Patrimonio Ambrosio de Morales y miembro de la Junta Directiva del Comité Internacional de Monumentos y Sitios (ICOMOS). Junto al arquitecto Peridis, fundó la Asociación de Amigos del Monasterio de Aguilar de Campoo. También fue coautor de la bandera y el escudo de la Comunidad de Madrid. Fue miembro del equipo fundador de Antena 3 Radio, de la que fue un colaborador estrella, hasta la fecha de su muerte.
Falleció el 30 de junio de 1988 en accidente de helicóptero, junto a la directora general de Tráfico, Rosa Manzano, el diputado por Palencia Alberto Acítores Balbás, y los pilotos Santiago Aizpurúa y Manuel Moratifia, en la falda del Pico de la Miel, entre los términos municipales de La Cabrera y Valdemanco, a unos 70 km de la ciudad de Madrid. Se dirigían a la localidad palentina de Aguilar de Campoo.
Santiago Amón estaba casado con Gloria Delgado (fallecida en 2019), con la que tuvo cinco hijos: Abel (baloncestista y economista), Rubén (periodista y escritor), David (actor y poeta), Eva y Marta.